# Casquets

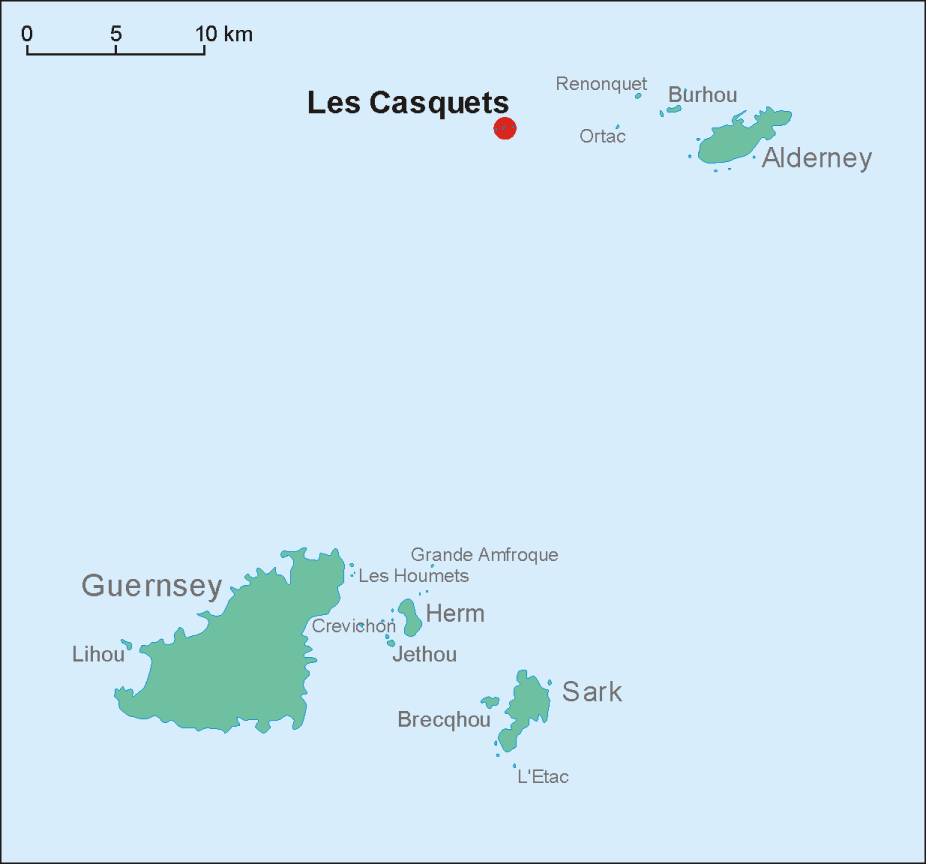
Mapa de situación de Les Casquets

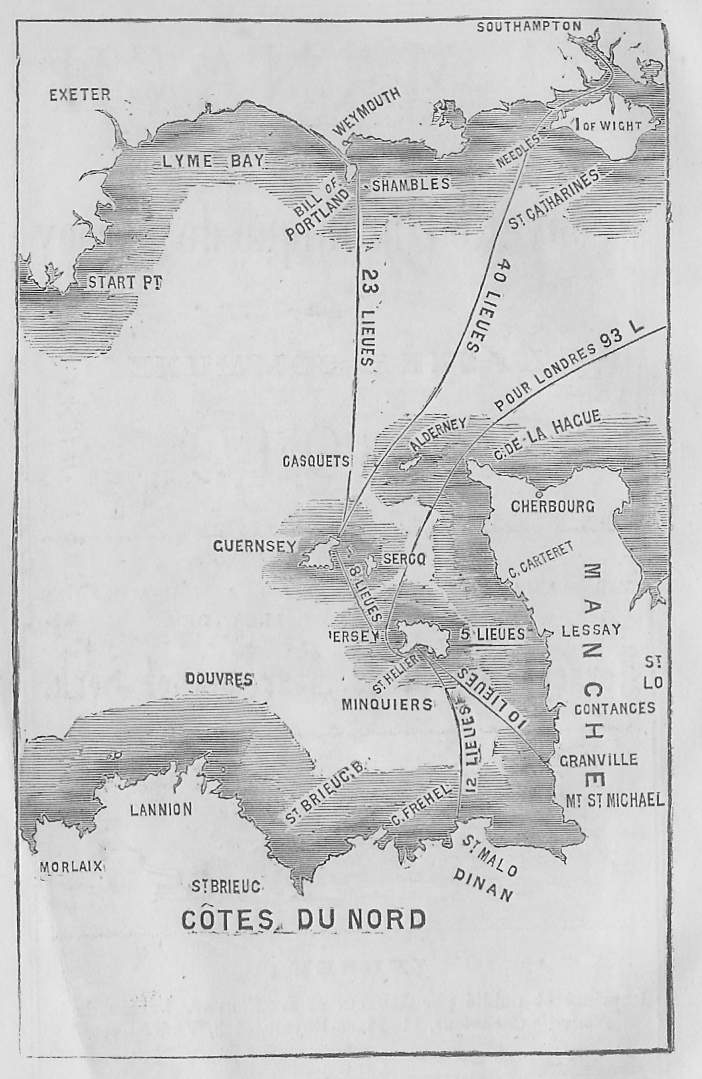
Mapa de Channel Island, que muestra la ubicación de Casquets

Les Casquets o (Los) Casquets (49°43.′4″N 2°22.′7″W / 49.71778°N 2.36861°W) es un grupo de rocas a 13 kilómetros (8,08 millas) al noroeste de Alderney en las Islas del Canal, que forman parte de una cresta de arenisca submarina. Otras partes que emergen por encima del agua son los islotes de Burhou y Ortac. Poco crece en ellos.

## Origen del nombre
Las teorías sobre el origen del nombre incluyen:
- derivación de la "cascada" francesa, que alude a las mareas que fluyen a su alrededor;
- derivación de 'casque', refiriéndose a la forma de casco de las rocas;
- derivación de 'cas' (roto) y 'quet' (roca).

Un mapa (mapa de Leyland) fechado alrededor de 1640 da un nombre latino Casus Rupes (rocas rotas), que parece confirmar la tercera teoría anterior, pero que puede ser una etimología popular.

## Historia

### Naufragios
Ha habido numerosos naufragios en los islotes; las mareas feroces que alcanzan los 6-7 nudos en los manantiales y la falta de puntos de referencia explican la existencia de muchos naufragios en la zona. Las más famosas son las SS Stella, naufragadas en 1899. El naufragio más grande fue el del buque cisterna de 8.000 toneladas Constantia S.
Durante siglos se creyó que el HMS Victory naufragó en 1744 en los Casquets, y que el farero de Alderney fue incluso sometido a un consejo de guerra por no haber mantenido la luz encendida en el momento de la pérdida del barco. Sin embargo, cuando se encontró el pecio de ese barco en 2008, estaba a más de 60 millas náuticas (110 km) de los Casquets.

### Faros Casquets

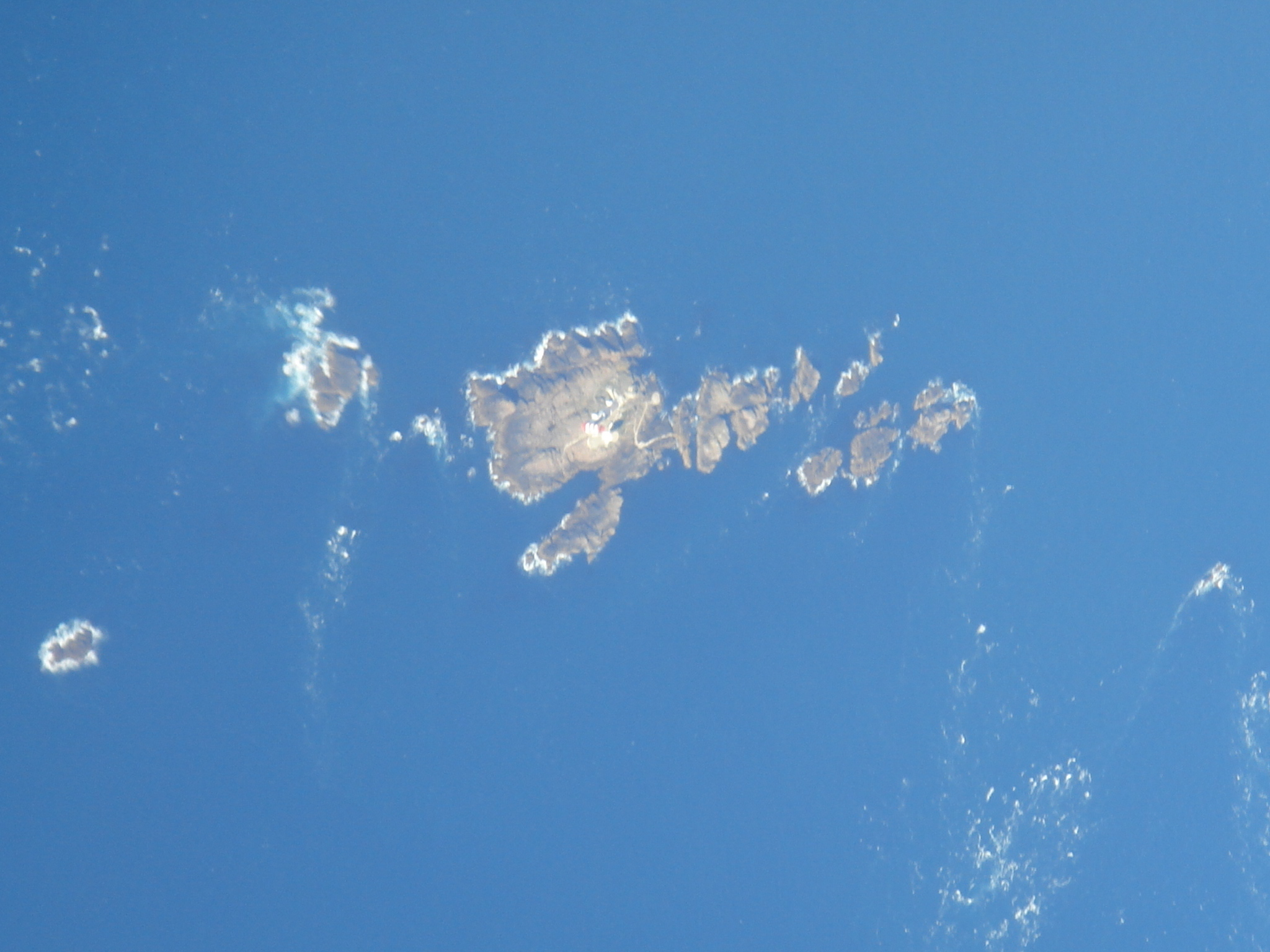
Los Casquets desde el aire, mostrando el faro de la isla central

Los primeros faros comenzaron a funcionar el 30 de octubre de 1724, y eran tres torres iluminadas por fuegos de carbón llamadas San Pedro, Santo Tomás y la Mazmorra. Se construyeron tres torres de piedra para que las luces no se parecieran a las de la cercana Francia.
Fueron construidos por Thomas Le Cocq, propietario de las rocas, bajo licencia de Trinity House y a quien se le pagaba medio penique por tonelada de barco cuando los barcos pasaban por las rocas y, a su vez, él pagaba a Trinity House 50 libras al año por el derecho a dirigir los faros. Los faros volvieron a la Casa de la Trinidad en 1785.
Fueron convertidas en lámparas de aceite con reflectores metálicos que se utilizaron por primera vez el 25 de noviembre de 1790; y mejoradas de nuevo con aparatos para hacer girar un haz de luz en 1818. Este tenía un mecanismo de relojería que se enrollaba cada hora y media y daba un destello cada 15 segundos.
Los faros sufrieron graves daños y las linternas se rompieron en una fuerte tormenta el 31 de octubre de 1823. Las torres se elevaron otras 10 yardas (9,1 m) en 1854, y se agregaron 184 lámparas kilocandela que daban tres destellos lentos cada medio minuto. En 1877 la Torre Noroeste fue levantada de nuevo y las luces de las otras dos torres se apagaron.
Los comandos británicos de la Small Scale Raiding Force realizaron dos incursiones durante la Segunda Guerra Mundial en el faro, tras la ocupación alemana de las islas del Canal en 1940. La primera incursión, la Operación Dryad, tuvo lugar los días 2 y 3 de septiembre de 1942 y los siete guardianes fueron llevados de vuelta a Inglaterra como prisioneros de guerra.
En 1954 el faro quedó cubierto de electricidad y se instaló una lámpara de 2.830 kilocandelas. La lámpara es inusual porque gira en sentido contrario a las agujas del reloj. Al mismo tiempo, las otras dos torres se redujeron en altura.
La luz actual en los 23 metros (75 pies) de la Torre Noroeste está a 37 metros (121 pies) sobre el nivel medio del mar y parpadea cinco veces cada 30 segundos y con parpadeos separados por 3,7 segundos. Se puede ver a lo largo de 24 millas náuticas (44 km) con tiempo despejado. La Torre Este contiene la sirena de niebla, que produce dos ráfagas cada 60 segundos y tiene un alcance nominal de 3 millas náuticas (5,6 km). La Torre Suroeste está coronada con un helipuerto y hay otro helipuerto en una sección plana de la roca. Las rocas también se marcan con una letra Morse T en las pantallas de radar. El complejo de faros se automatizó en 1990 y se supervisa y controla desde el Centro de Control de Operaciones de Trinity House en Harwich.